# Csilléry András
Csilléry András (Budapest, 1883. október 22. – Drummondville, Kanada, 1964. szeptember 4.) magyar fogorvos, politikus, népjóléti miniszter a Friedrich-kormányban.

## Élete
Tanulmányait Budapesten kezdte, majd a berlini, müncheni és boroszlói egyetemeken folytatta. Oklevelet Budapesten szerzett 1908-ban.
1908-1911 között az osztrák-magyar közös hadseregben volt ezredorvos. Az első világháború elején a fronton teljesített szolgálatot orvosként, majd a Honvédelmi Minisztérium egészségügyi előadója volt. Frontszolgálatáért később megkapta az ezüst Signum Laudis kitüntetést, majd a Magyar Vöröskereszt hadiékítményes II. osztályú díszjelvényét, valamint a porosz királyi Vöröskeresztet. Az őszirózsás forradalom kitörése után a jobboldali mozgalmak egyik vezetője lett, megszervezte a Fehér Ház szervezetet, valamint a Peidl-kormány megbuktatásában is irányító szerepe volt, amikor behatolt a minisztertanácsi terembe és lemondásra szólította fel az éppen ülésező kormány tagjait.  A Friedrich-kormányban népjóléti miniszternek nevezték ki, egyúttal az Ébredő Magyarok Egyesületének képviselője volt a kormányban.
A kormány lemondása után a Keresztény Községi Párt alelnöke lett. 1928-tól az OTI főorvos igazgatója. 1932-ben a Keresztény Gazdasági Párt, majd 1939-1944 között a Magyar Élet Pártja színében volt országgyűlési képviselő.
A Magyar Orvosok Nemzeti Egyesületének alapítója és ügyvezető igazgatója volt. 1938-tól 1944-ig az Uj Budapest című hetilap főmunkatársaként tevékenykedett. 1944 végén, az orvosi kar Németországba telepítését követően számos diák haláláért terhelte felelősség, mert a diákokat az SS-be akarta kényszeríteni. Emiatt a háború után kikérték, mint háborús bűnöst, de kiadatása elmaradt, a debreceni népbíróság 1947-ben – távollétében – 15 évi fegyházbüntetésre ítélte. Kanadába költözött, ott élte le hátralevő életét.